# Święto Niedźwiedzia w Pirenejach
Święto Niedźwiedzia w Pirenejach – coroczne święto obchodzone w pięciu położonych we Wschodnich Pirenejach miejscowościach na terenie Andory i Francji, związane symbolicznie z końcem zimy i odradzaniem się przyrody wiosną.
W 2022 roku tradycja została wpisana na listę reprezentatywną niematerialnego dziedzictwa kulturowego UNESCO. Nazwa wpisu w języku angielskim to Bear festivities in the Pyrenees, francuskim – Les fêtes de l´Ours dans les Pyrénées, a w katalońskim – Les festes de l’Ós dels Pirineus.

## Historia
Pierwsze pisemne wzmianki o obchodzonym w Pirenejach Święcie Niedźwiedzia pochodzą z XIX wieku, choć sama tradycja jest znacznie starsza i wywodzi się z legend poświadczonych już w średniowieczu. Według najpopularniejszej wersji, okrutny niedźwiedź w poszukiwaniu towarzystwa porwał młodą dziewczynę z jednej z górskich wiosek. Jej mieszkańcy, aby uratować nastolatkę, ruszyli na polowanie na zwierzę. Gdy w końcu niedźwiedzia udało się złapać, zakuto go w łańcuchy na centralnym placu wsi, a w ramach kary zgolono jego futro toporem, po czym bestia przemieniła się w człowieka.
W latach 60. XX wieku święto przeżyło spadek popularności związany z migracją mieszkańców ze wsi do miast, jednak od lat 80. i 90. XX wieku następuje stopniowe odradzanie się tradycji.

## Charakterystyka

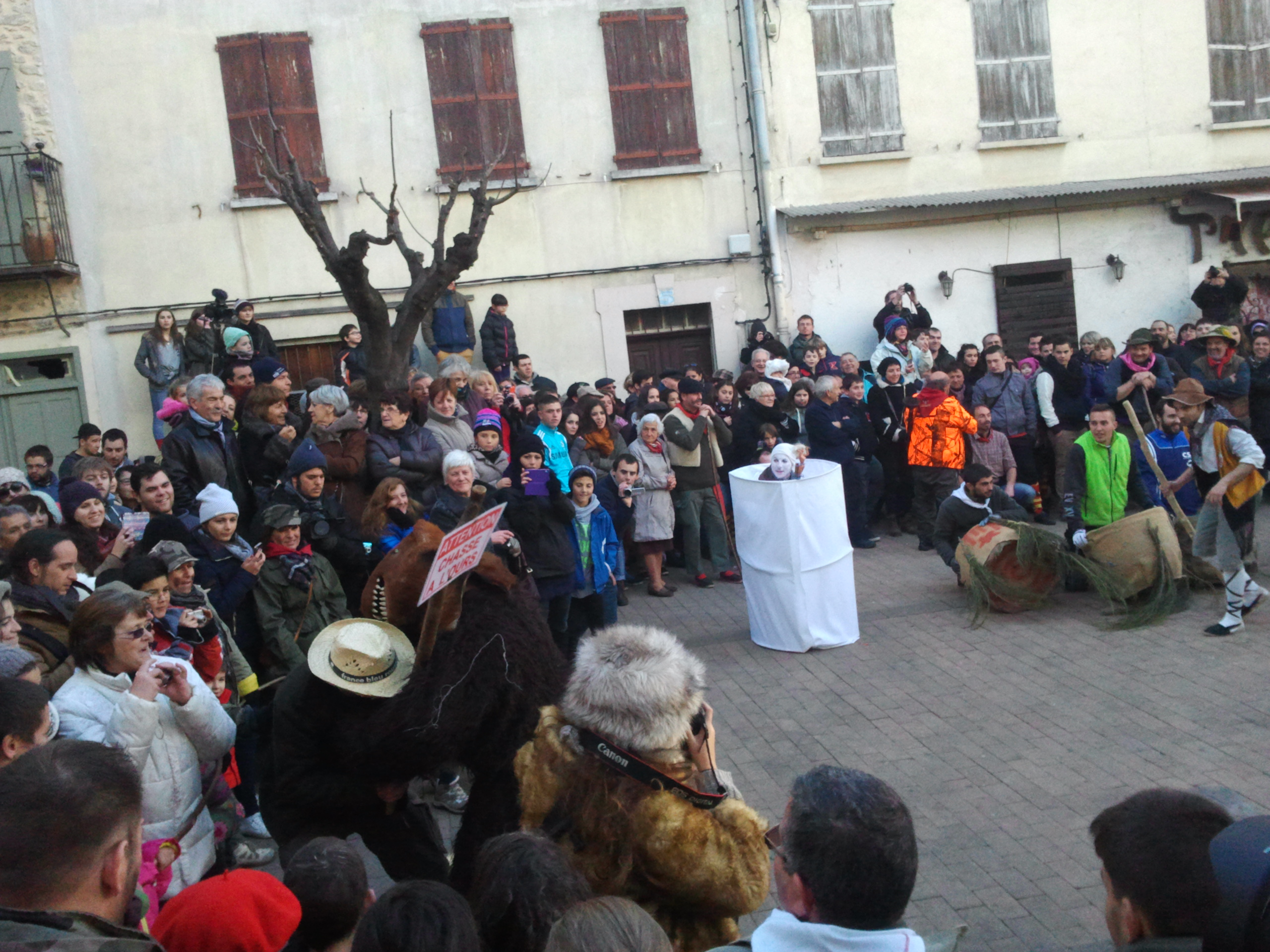
Obchody w Arles-sur-Tech (2015)

Święto Niedźwiedzia odbywa się dwóch parafiach w Andorze – Encamp i Ordino – oraz w trzech gminach na terenie departamentu Pireneje Wschodnie, we francuskim regionie Oksytania – Arles-sur-Tech, Prats-de-Mollo-la-Preste i Saint-Laurent-de-Cerdans. Tradycja jest elementem kultury związanym z katalońskim obszarem językowym – gminy we Francji, w których organizowane są uroczystości, należą do historycznej comarki Vallespir w regionie Katalonia Północna, natomiast Andora jest państwem katalońskojęzycznym.
Święto w sposób symboliczny związane jest z końcem zimy, odradzaniem się życia wiosną (czego symbolem są budzące się z zimowego snu niedźwiedzie) oraz relacją człowieka z naturą. Tradycja stanowi pozostałość praktyk szeroko rozpowszechnionych w wielu społecznościach zamieszkujących masywy górskie na półkuli północnej, ich ślady obecne są także w Europie Środkowej i Wschodniej (np. słowiańskie wodzenie niedźwiedzia).

## Przebieg uroczystości

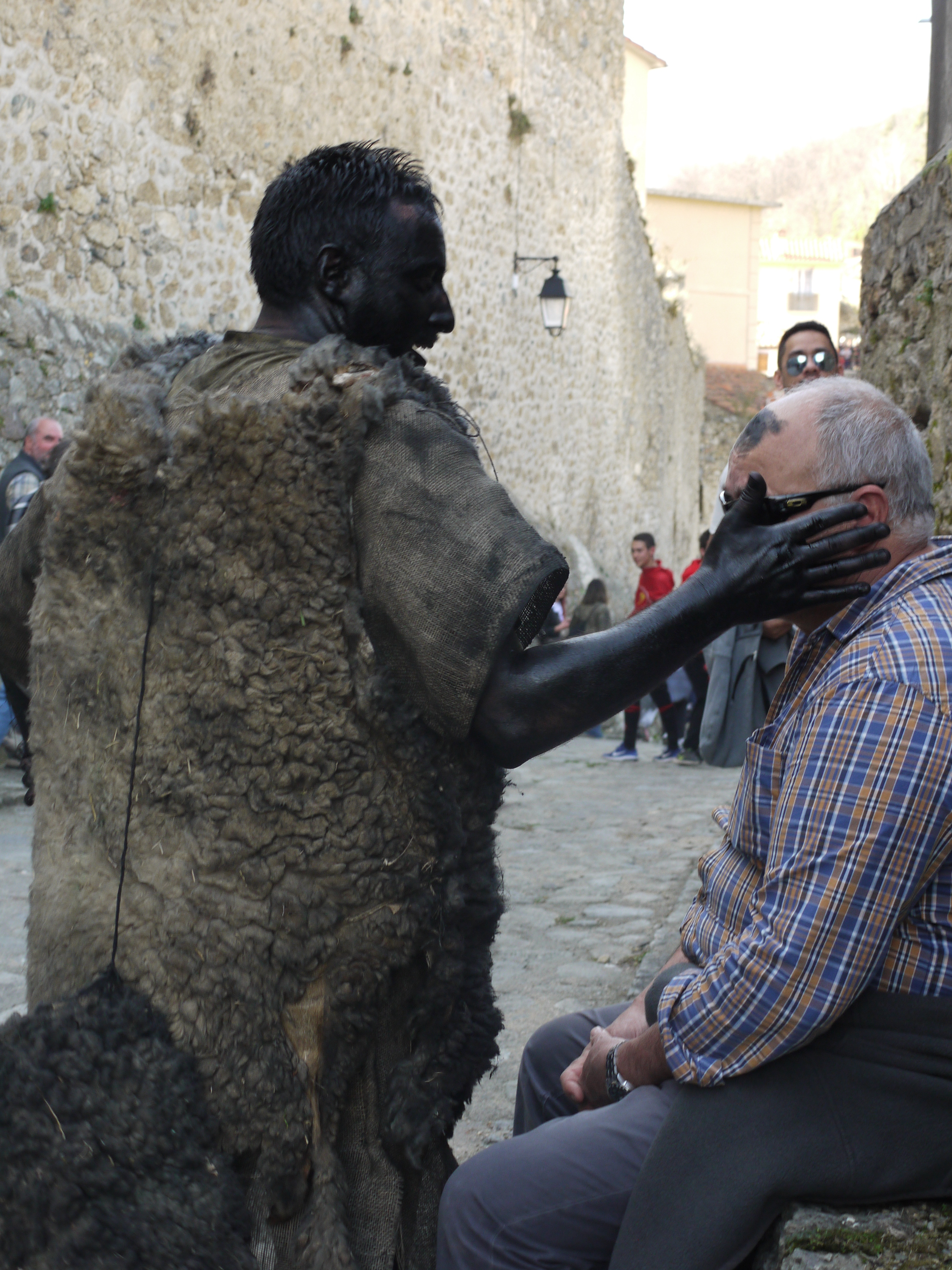
Obchody Święta Niedźwiedzia w Prats-de-Mollo-la-Preste (2016)

W każdej z miejscowości obchody Święta Niedźwiedzia nieco różnią się szczegółami, ale generalny zarys scenariusza, obejmujący tańce, przemowy w języku katalońskim i muzykę, wszędzie jest taki sam. Podczas uroczystości młodzi mężczyźni przebierają się za niedźwiedzie i rozbiegają po wiosce, próbując schwytać biorących udział w święcie mieszkańców i gości, co jest nawiązaniem do legendy o porwaniu dziewczyny. Osoby odgrywające zaś rolę myśliwych polują na niedźwiedzie, które ostatecznie zostają schwytane i symbolicznie ogolone. Obchody święta w Arles-sur-Tech mają charakter teatru ulicznego, w Prats-de-Mollo-la-Preste postaci odgrywające rolę niedźwiedzi podchodzą do widzów, znacząc ich twarze na czarno, co oznacza symbolicznie „przeżucie ofiary” przez zwierzę, natomiast podczas uroczystości w Saint-Laurent-de-Cerdans panuje karnawałowa atmosfera, a dużą wagę przykłada się do ciągłej inwencji charakterów.
Obchody Święta Niedźwiedzia w Andorze mają charakter burleskowych fars: El ball de l’Ossa w Encamp oraz L'última Ossa w Ordino. Przedstawiają one konfrontację zwierzęcia ze żniwiarzami (którzy podczas pracy opowiadają jednocześnie dowcipy) oraz służką (la Fregona) przynoszącą posiłki. Sztuki te stanowią rodzaj satyry na otaczającą rzeczywistość i stosunki władzy w tradycyjnej wiejskiej społeczności oraz są parodią bieżących lokalnych wydarzeń. W pewnym momencie pojawienie się postaci niedźwiedzia wywołuje chaos i przerywa przedstawienie. Zwierzę jest ścigane, a po złapaniu symbolicznie zabijane, a uroczystości kończy wspólny taniec, śpiewy i bankiet.
Uroczystości związane ze Świętem Niedźwiedzia we Francji oraz w andorskim Encamp odbywają się najczęściej w lutym, natomiast osobliwością obchodów w Ordino w Andorze jest ich organizowanie w pierwszą niedzielę grudnia. Społeczność każdej z miejscowości aktywnie angażuje się w przygotowanie święta, odgrywając role w przedstawieniach, uczestnicząc w pościgu za niedźwiedziem bądź śpiewając. W transmisji tradycji biorą udział rodziny oraz grupy znajomych i przyjaciół, a także szkoły i stowarzyszenia. To wielowiekowe wydarzenie stanowi dla mieszkańców pięciu pirenejskich wiosek okazję do pielęgnowania wspólnego dziedzictwa, jednoczy społeczność katalońską tego obszaru i umożliwia zaznaczenie swojej przynależności do wspólnoty.

## Galeria

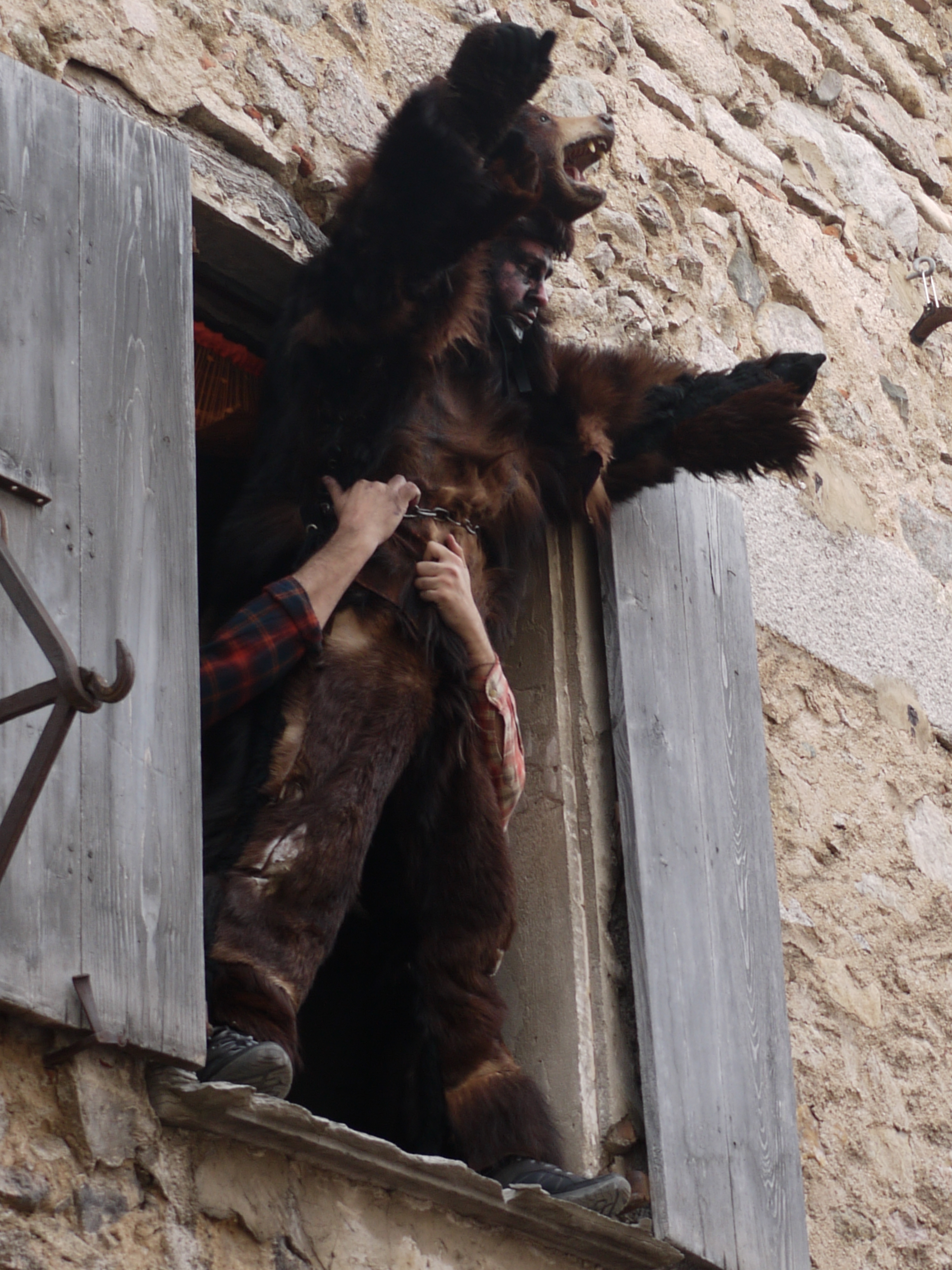
Niedźwiedź podczas uroczystości w Saint-Laurent-de-Cerdans (2018)
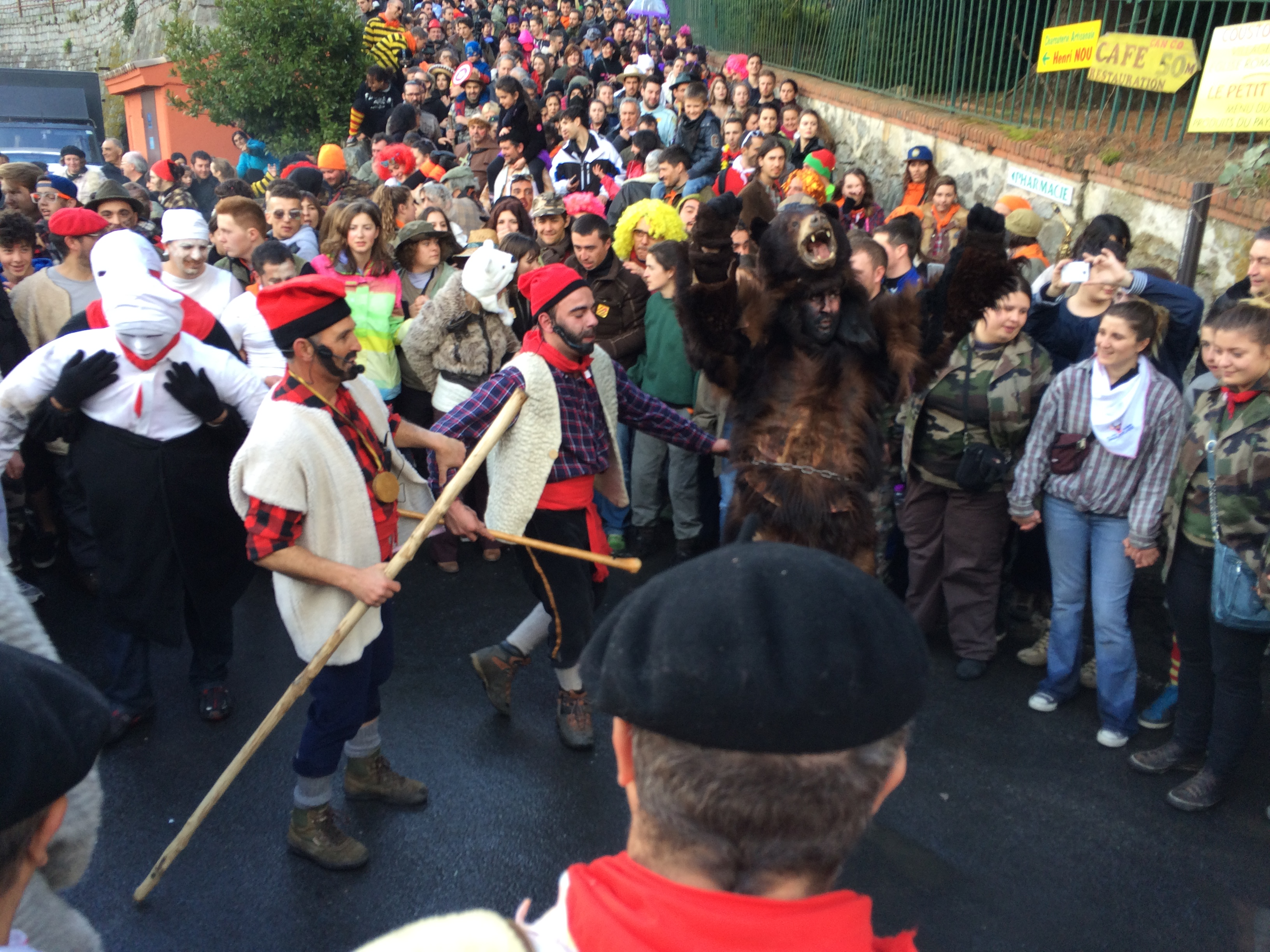
Uroczystości w Saint-Laurent-de-Cerdans (2015)
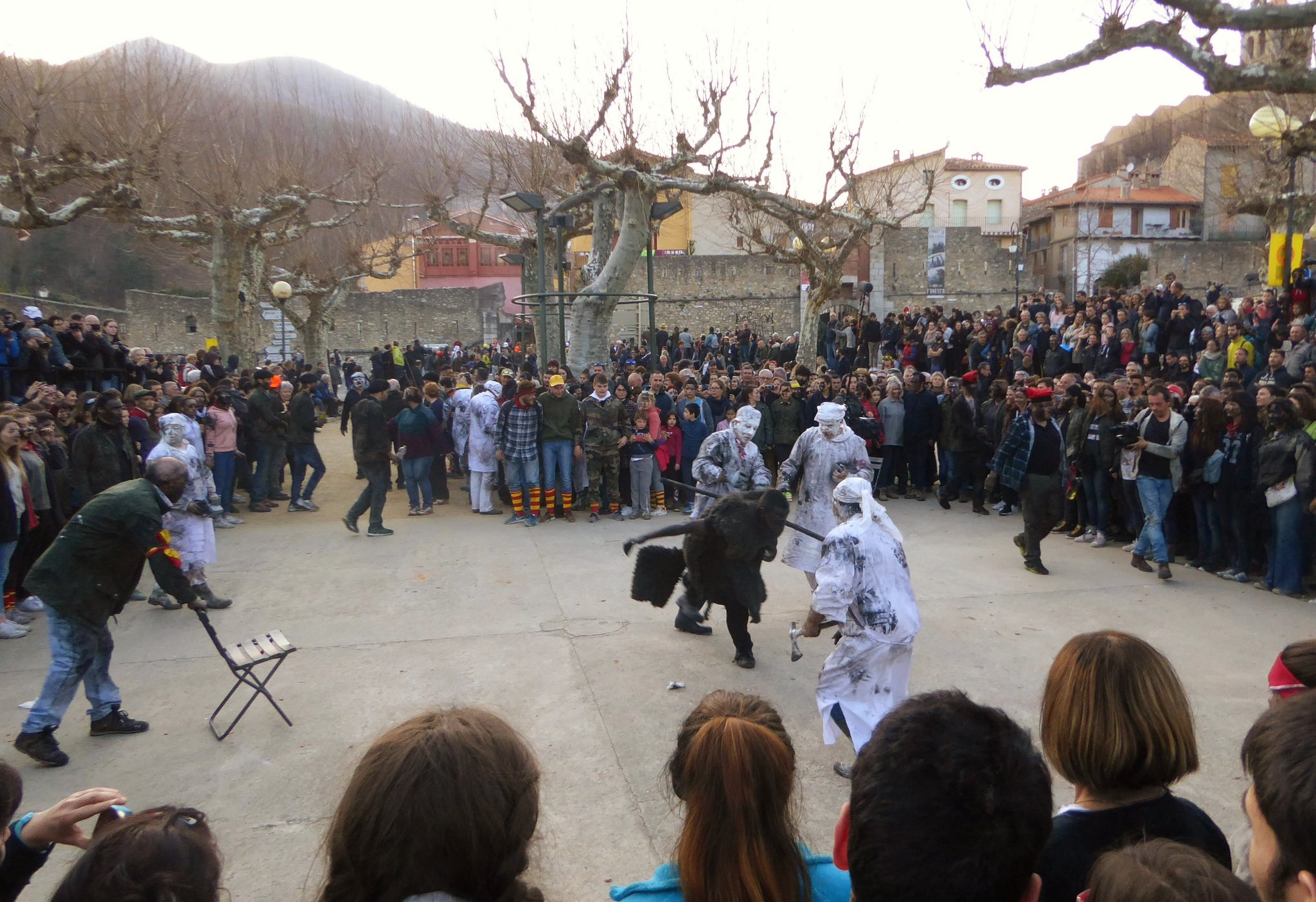
Scena golenia niedźwiedzia w Prats-de-Mollo-la-Preste (2019)
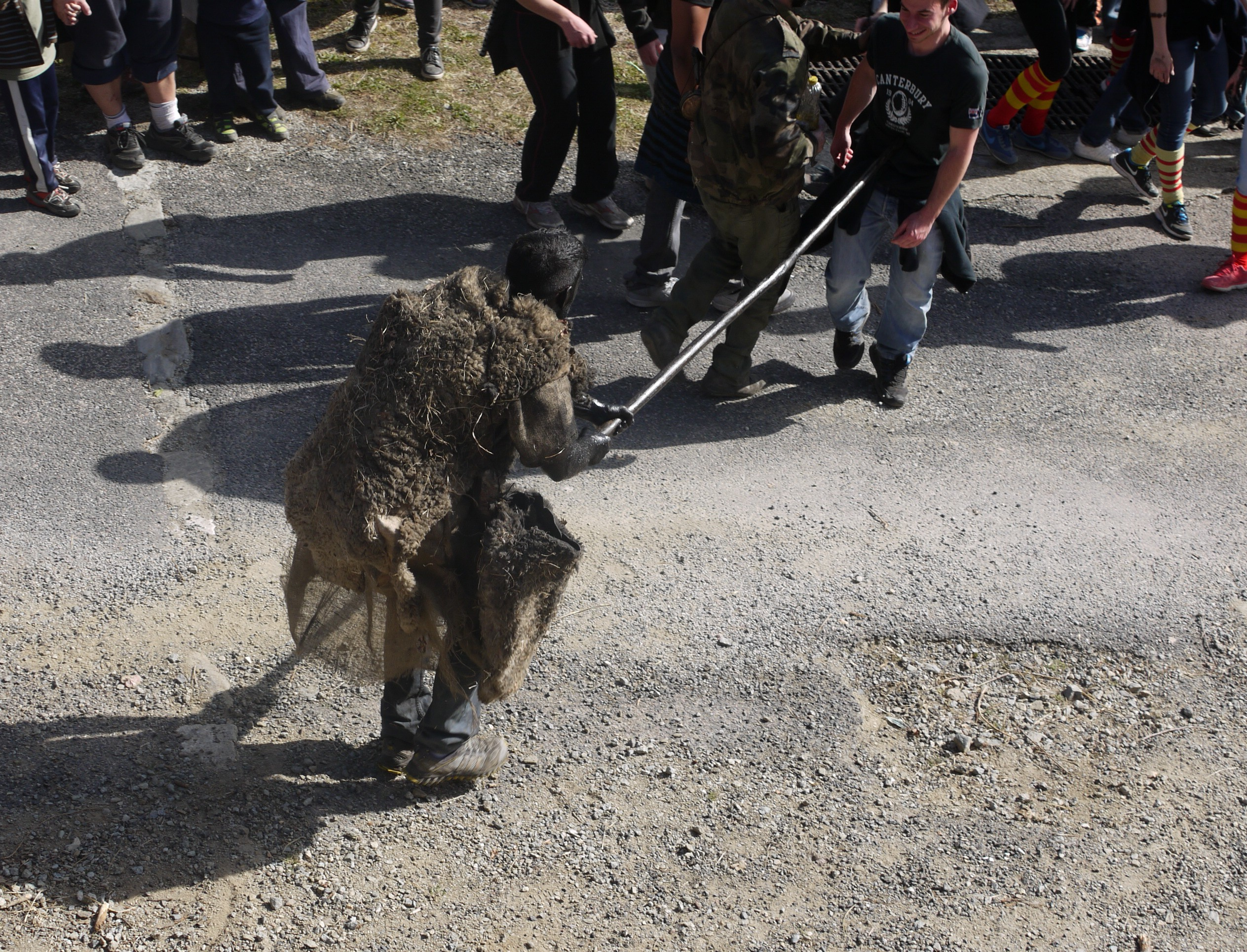
Uroczystości w Prats-de-Mollo-la-Preste (2016)